# Albertus Marinus Nieuwenhuisen
Albertus Marinus Nieuwenhuisen (Den Haag, 7 juni 1894 - Den Haag, 13 oktober 1963) was een Nederlandse burgemeester.

## Loopbaan
Nieuwenhuisen werd geboren als zoon van Hendrik Nieuwenhuisen, een zadelmaker, en Elisabeth Vols. Bij zijn huwelijk in 1920 met Margaretha Alberdina Kramer was hij chef van comptabel beheer in Maassluis. In 1932 werd hij burgemeester van Schoonhoven en daarnaast was hij in 1948 enkele maanden waarnemend burgemeester van Oudewater. Van 1932 tot 1934 was hij voorzitter van de commissie die verantwoordelijk was voor de restauratie van de Bartholomeuskerk. In 1950 werd hij burgemeester in Ridderkerk. Zeven jaar later vierde hij zijn 25-jarig jubileum als burgemeester. Hij was hoofdingeland van het waterschap De Dijkkring IJsselmonde. In 1959 ging hij met pensioen.
Nieuwenhuisen was Ridder in de Orde van Oranje-Nassau en drager van het Gouden Kruis van Verdienste van het Nederlandse Rode Kruis. Hij overleed op 69-jarige leeftijd en werd begraven op de Haagse begraafplaats Nieuw Eik en Duinen.